# Соболівська волость
Соболівська волость — історична адміністративно-територіальна одиниця Гайсинського повіту Подільської губернії з центром у містечку Соболівка.
Станом на 1885 рік складалася з 9 поселень, 9 сільських громад. Населення — 10796 осіб (6747 чоловічої статі та 7249 — жіночої), 2212 дворових господарства.
|                     | Площа, десятин | У тому числі орної, дес. |
| ------------------- | -------------- | ------------------------ |
| Сільських громад    | 10724          | 8809                     |
| Приватної власності | 7070           | 4440                     |
| Іншої власності     | 478            | 370                      |
| Загалом             | 18272          | 13619                    |

Основні поселення волості:
- Соболівка — колишнє власницьке містечко за 20 верст від повітового міста, 2515 осіб, 633 дворових господарства, православна церква, синагога, лікарня, 3 постоялих двори, 6 постоялих будинків, 15 лавок, бурякоцукровий завод, водяний млин, базари по четвергах через 2 тижні.
- Антонівка — колишнє власницьке село, 450 осіб, 195 дворових господарства, каплиця, постоялий будинок, водяний млин.
- Брідок — колишнє власницьке село, 756 осіб, 178 дворових господарств, православна церква, школа, постоялий будинок, водяний млин.
- Глибочок — колишнє власницьке село, 1373 особи, 280 дворових господарств, православна церква, постоялий будинок, водяний млин, винокурний завод.
- Михайлівка — колишнє власницьке село при струмкові, 460 осіб, 93 дворових господарства, кладовищенська каплиця, постоялий будинок.
- Метанівка — колишнє власницьке село при річці Удич, 1210 осіб, 321 дворове господарство, православна церква, постоялий будинок.
- Петрашівка — колишнє власницьке село, 939 осіб, 197 дворових господарств, православна церква, постоялий будинок.
- Побірка — колишнє власницьке село, 1252 особи, 281 дворове господарство, православна церква, постоялий будинок.
- Шиманівка — колишнє власницьке село при струмкові, 596 осіб, 141 дворове господарство, православна церква, постоялий будинок.